# Леклер, Фабрис
Фабри́с Лекле́р (фр. Fabrice LeClerc; род. 28 апреля 1968, Ножан-сюр-Сен) — французский гребец, выступавший за сборную Франции по академической гребле в период 1986—1996 годов. Участник шести чемпионатов мира и двух летних Олимпийских игр, победитель и призёр многих регат национального значения.

## Биография
Фабрис Леклер родился 28 апреля 1968 года в коммуне Ножан-сюр-Сен департамента Об, Франция.
Занимался академической греблей в городе Верден, проходил подготовку в местном клубе «Верденуа».
Впервые заявил о себе в гребле на международной арене в сезоне 1986 года, выиграв бронзовую медаль в восьмёрках на чемпионате мира среди юниоров в Рачице.
В последующие годы выступал на многих молодёжных регатах, в том числе в парных четвёрках дважды выигрывал регату Match des Seniors, один раз становился здесь серебряным призёром. В 1989 году вошёл в основной состав французской национальной сборной и побывал на чемпионате мира в Бледе, где в зачёте парных четвёрок занял итоговое восьмое место. Год спустя на мировом первенстве в Тасмании стал в парных четвёрках девятым. Ещё через год на аналогичных соревнованиях в Вене в той же дисциплине вновь показал девятый результат.
Благодаря череде удачных выступлений удостоился права защищать честь страны на летних Олимпийских играх 1992 года в Барселоне. В составе четырёхместного парного экипажа, куда также вошли гребцы Фьоренцо ди Джованни, Ив Ламарк и Самюэль Барате, финишировал в главном финале шестым.
После барселонской Олимпиады Леклер остался в составе гребной команды Франции на ещё один олимпийский цикл и продолжил принимать участие в крупнейших международных регатах. Так, он стартовал в парных четвёрках на чемпионатах мира 1993 года в Рачице и 1994 года в Индианаполисе — в обоих случаях занял пятое место. В 1995 году вновь стал пятым на мировом первенстве в Тампере, но уже в двойках.
Находясь в числе лидеров французской национальной сборной, благополучно прошёл отбор на Олимпийские игры 1996 года в Атланте. На сей раз вместе с Ивом Ламарком, Венсаном Лепвро и Себастьеном Вьейданом в парных четвёрках квалифицировался лишь в утешительный финал В и расположился в итоговом протоколе соревнований на 12 строке. Вскоре по окончании этой Олимпиады принял решение завершить карьеру профессионального спортсмена.